# Aphis araliaeradicis
Aphis araliaeradicis är en insektsart som först beskrevs av Strom 1938.  Aphis araliaeradicis ingår i släktet Aphis och familjen långrörsbladlöss. Inga underarter finns listade i Catalogue of Life.